# Brucepattersonius
Brucepattersonius é um gênero de roedores da família Cricetidae.

## Espécies
- Brucepattersonius griserufescens Hershkovitz, 1998
- Brucepattersonius guarani Mares & Braun, 2000
- Brucepattersonius igniventris Hershkovitz, 1998
- Brucepattersonius iheringi (Thomas, 1896)
- Brucepattersonius misionensis Mares & Braun, 2000
- Brucepattersonius paradisus Mares & Braun, 2000
- Brucepattersonius soricinus Hershkovitz, 1998